# Episodi di True Blood (seconda stagione)
La seconda stagione della serie televisiva True Blood, composta da 12 episodi, è stata trasmessa sul canale statunitense HBO dal 14 giugno al 13 settembre 2009.
In Italia, la stagione è andata in onda in prima visione sul canale satellitare Fox dal 9 novembre 2009 al 25 gennaio 2010. In chiaro, la stagione è stata trasmessa su MTV dal 10 aprile al 19 giugno 2011.
Durante questa stagione entrano nel cast principale Mehcad Brooks, Anna Camp, Michelle Forbes, Todd Lowe, Michael McMillian, Deborah Ann Woll, Mariana Klaveno, mentre ne escono Mehcad Brooks, Anna Camp, Michelle Forbes e Michael McMillian. Adina Porter e Stephen Root ricompaiono come guest star. Kristin Bauer van Straten, Jessica Tuck e Tara Buck compaiono come guest star.
| nº | Titolo originale         | Titolo italiano          | Prima TV USA      | Prima TV Italia  |
| -- | ------------------------ | ------------------------ | ----------------- | ---------------- |
| 1  | Nothing But the Blood    | Sete di True Blood       | 14 giugno 2009    | 9 novembre 2009  |
| 2  | Keep This Party Going    | Che la festa continui    | 21 giugno 2009    | 16 novembre 2009 |
| 3  | Scratches                | Graffi                   | 28 giugno 2009    | 23 novembre 2009 |
| 4  | Shake and Fingerpop      | Notte di follia          | 12 luglio 2009    | 30 novembre 2009 |
| 5  | Never Let Me Go          | Non lasciarmi andare via | 19 luglio 2009    | 7 dicembre 2009  |
| 6  | Hard-Hearted Hannah      | L'infiltrata             | 26 luglio 2009    | 14 dicembre 2009 |
| 7  | Release Me               | Tradimenti e complotti   | 2 agosto 2009     | 21 dicembre 2009 |
| 8  | Timebomb                 | Bomba a orologeria       | 9 agosto 2009     | 28 dicembre 2009 |
| 9  | I Will Rise Up           | Sacrifici                | 16 agosto 2009    | 4 gennaio 2010   |
| 10 | New World In My View     | La vittima sacrificale   | 23 agosto 2009    | 11 gennaio 2010  |
| 11 | Frenzy                   | Delirio                  | 30 agosto 2009    | 18 gennaio 2010  |
| 12 | Beyond Here Lies Nothin' | Il matrimonio            | 13 settembre 2009 | 25 gennaio 2010  |

## Sete di True Blood
- Titolo originale: Nothing But the Blood
- Diretto da: Daniel Minahan
- Scritto da: Alexander Woo

### Trama
Sookie, Tara ed Andy scoprono il cadavere di una persona di colore nella macchina del detective Bellefleur, parcheggiata fuori dal Merlotte's. Inizialmente pensano possa trattarsi di Lafayette, ma con stupore scoprono che il cadavere, a cui è stato strappato il cuore, appartiene a Miss Jeanette, la donna che sottopose Tara e la madre all'esorcismo. Dopo essere stata interrogata, Tara incontra la madre alla stazione di polizia, ma l'arrivo di Maryann e le sue dure parole nei confronti della donna riescono a liberare definitivamente Tara dall'ingombrante figura della madre. Nel frattempo Bill è alle prese con l'addestramento di Jessica, poco propensa a nutrirsi di Tru Blood; l'arrivo di Sookie costringe Bill a rivelarle chi è Jessica, ovvero la sua "punizione" per aver ucciso un altro vampiro. Sookie si arrabbia con il fidanzato per non avergli detto la verità, sostenendo come il loro rapporto debba basarsi principalmente sulla fiducia. Lafayette è stato rapito e viene tenuto segregato in uno scantinato assieme ad altre persone. Jason, ancora turbato per la morte della fidanzata Amy e per le recenti accuse di omicidio, si avvicina alla Compagnia del Sole; dopo aver incontrato il reverendo Newlin e sua moglie decide di entrare nella chiesa anti-vampiri. Sookie viene informata dall'avvocato di famiglia della morte dello zio Bartlett, la ragazza capisce subito che dietro la morte dello zio c'è la vendetta di Bill, che ha voluto punire l'uomo per gli abusi perpetrati a Sookie durante l'infanzia. Nel frattempo Sam è turbato per la presenza in città di Maryann, e con la mente torna a quando a diciassette anni si introdusse nella casa della donna e dopo aver avuto un rapporto sessuale con lei le rubò un'ingente somma di denaro. Nel frattempo Tara stringe sempre di più il suo legame con Eggs e Sam assume una nuova cameriera di nome Daphne. Sookie si reca a casa di Bill per chiedergli se lui c'entra con la morte dello zio Bartlett, e Bill non può fare a meno di dire la verità. Sookie cerca di andarsene ma viene fermata da Bill, che le dice di aver fatto quello che ha fatto per amore nei suoi confronti; alla fine la ragazza perdona Bill e i due fanno l'amore appassionatamente. Alla fine dell'episodio si scopre che è Eric a tenere segregato Lafayette, e l'episodio si conclude con Eric che uccide atrocemente uno dei prigionieri (si tratta di uno dei responsabili del rogo della casa dove abitavano i tre vampiri amici di Bill) sotto gli occhi terrorizzati di Lafayette.
- Guest star: Adina Porter (Lettie Mae Thornton), John Billingsley (Mike Spencer), Ashley Jones (Daphne Landry), Tanya Wright (Kenya Jones), Michael Bofshever (Orry Dawson), Adam Leadbeater (Karl), Jessica Tuck (Nan Flanagan), George Gerdes (Sid Matt Lancaster), Martin Spanjers (Sam da giovane), Aisha Hinds (Miss Jeanette), Caleb Moody (Royce)
- Peculiarità: Nel romanzo Morti viventi a Dallas il corpo trovato privo di vita nella macchina del detective Bellefleur è quello di Lafayette Reynolds e non di Miss Jeanette, che è un personaggio non presente nei romanzi ma creato appositamente per la serie televisiva.

## Che la festa continui
- Titolo originale: Keep This Party Going
- Diretto da: Michael Lehmann
- Scritto da: Brian Buckner

### Trama
Dopo aver assistito al massacro di Royce, Lafayette viene interrogato da Eric che vuole informazioni su che fine abbia fatto il vampiro Eddie e sul suo giro di clienti; a Eric preme più che altro sapere se tra i suoi clienti figura qualcuno di Dallas. Dopo aver fatto l'amore, Bill e Sookie discutono su come la giovane età e l'immaturità di Jessica possano renderla una vampira pericolosa, in preda agli istinti. Tara cerca di conoscere meglio Eggs, chiedendogli informazioni sul suo passato. Nel frattempo Jason partecipa ad un campus indetto dalla Compagnia del Sole, dove ha modo di stringere amicizia con Luke, che ben presto diventa geloso del suo successo con gli altri partecipanti al campus, ma soprattutto diventa geloso dell'attenzione che Steve e Sarah dimostrano per lui. Sookie chiede all'amica Tara di trasferirsi a casa sua. Dopo aver visto in televisione un appello dei genitori di Jessica, che credono che la figlia sia stata rapita, Sookie si reca a casa di Bill e cerca di consolare Jessica, che sente la mancanza della sua famiglia; si fa così convincere dalla ragazza ad accompagnarla sotto casa sua per vedere la sua famiglia un'ultima volta, nonostante sappia che Bill non glielo permetterebbe. Mentre al Merlotte's Andy si sta ubriacando e la nuova cameriera, Daphne, combina pasticci, l'arrivo nel locale di Maryann crea un'atmosfera di euforia e sregolatezza in tutti i clienti. Sam, pur sapendo di cosa è capace Maryann, la minaccia, ma la donna lo trasforma in cane intimandogli non minacciarla mai più. Nel frattempo Lafayette riesce a liberarsi ma viene fermato da Ginger che gli spara ad una gamba. Nel frattempo Eric avvicina Bill dicendogli che lo sceriffo dell'Area 9, Godric, è scomparso, e per questo ha bisogno dell'aiuto di Sookie, ma il vampiro si oppone fermamente. Ferito e malconcio, Lafayette è al cospetto di Eric, Pam e Chow e capisce che ha un'unica via di salvezza, così chiede ad uno stupito Eric di trasformarlo in vampiro e farlo lavorare nel suo locale. Accettando apparentemente la proposta i tre vampiri si scagliano su di lui, mordendolo. Nel frattempo Sookie perde il controllo di Jessica, che si ripresenta ai suoi genitori, ma il fatto di essere una vampira viene presto a galla, anche grazie a vecchi rancori familiari. Jessica in preda ai suoi istinti si scaglia contro il padre, ma l'improvviso arrivo di Bill la ferma. Dopo essere stato invitato ad entrare per risolvere la faccenda, Bill caccia in malo modo Sookie, ritenendola responsabile dell'accaduto, ed anche per aver modo di risolvere la cosa con metodi poco ortodossi.
- Guest star: Ashley Jones (Daphne Landry), Kristin Bauer (Pam), Patrick Gallagher (Chow), Wes Brown (Luke McDonald), Molly Burnett (Amanda Jane), Patricia Bethune (Jane Bodehouse), Cheryl White (Mrs. Hamby), Ben Lemon (Jordan Hamby), Annalise Basso (Eden Hamby), Tara Buck (Ginger), Preston Jones (Dirk)

## Graffi
- Titolo originale: Scratches
- Diretto da: Scott Winant
- Scritto da: Raelle Tucker

### Trama
Di ritorno da casa Hamby, in auto Bill è furioso con Sookie per il suo comportamento permissivo nei confronti di Jessica. I due fidanzati litigano ferocemente, tanto che Sookie decide di abbandonare l'auto ed incamminarsi nei boschi per fare ritorno da sola a casa. Nel bosco viene rincorsa ed aggredita da una misteriosa creatura dalle sembianze di minotauro, che le provoca dei profondi graffi sulla schiena. Sookie viene prontamente soccorsa da Bill che tenta di salvarla facendole bere il suo sangue, ma non funziona, così si reca precipitosamente al Fangtasia per chiedere aiuto ad Eric. Al Fangtasia Sookie giace priva di sensi nello studio di Eric, dove viene visita dalla bizzarra dottoressa Ludwig, che dichiara che la ragazza è stata avvelenata con una potente tossina, simile al veleno dei draghi di Komodo. Dopo atroci sofferenze, la dottoressa riesce a guarire Sookie, che ha modo di bere il sangue di Bill per riacquistare le forze. Nel frattempo Jason inizia a manifestare dei dubbi riguardo all'ideologia della Compagnia del Sole, ma prontamente sia Sarah che suo marito Steve convincono il ragazzo che le loro sono scelte sagge. Sam è stressato e sotto pressione, per questo tratta male Daphne e successivamente litiga con Tara riguardo al suo rapporto con Maryann; Sam vorrebbe infatti che Tara stesse lontana dalla donna. Nel frattempo Sookie si trova ancora al Fangtasia e sembra essersi ristabilita pienamente, e leggendo i pensieri di Ginger scopre che il suo amico Lafayette è tenuto prigioniero negli scantinati del locale. La promessa di Eric di trasformarlo in vampiro era una farsa e Lafayette è ancora tenuto incatenato. In cambio della sua libertà, Sookie accetta di aiutare Eric recandosi a Dallas alla ricerca di Godric. Nel frattempo Jessica è annoiata e decide di recarsi al Merlotte's; qui incontra Hoyt e tra i due nasce presto una tenera sintonia. Jessica porta Hoyt a casa di Bill, ma mentre sono in intimità vengono scoperti dal suo creatore. A casa di Maryann è in corso una festa, dove gli invitati si lasciano andare ad atteggiamenti altamente lussuriosi, come fossero vittime di un incantesimo. Testimone di questi atteggiamenti Tara inizia a dubitare dello stile di vita di Maryann. Sam, desideroso di staccare la spina per qualche giorno, decide di lasciare la città, non prima essersi fatto un'ultima corsa nei boschi sotto forma di cane. Riacquistate le sue sembianze umane, Sam si rilassa in un laghetto quando viene raggiunto da Daphne. Quando lei si spoglia per raggiungerlo in acqua, sulla sua schiena sono visibili delle grosse cicatrici, simili ai graffi che la misteriosa creatura ha fatto a Sookie.
- Guest star: Ashley Jones (Daphne Landry), Kristin Bauer (Pam), Patrick Gallagher (Chow), Wes Brown (Luke McDonald), John Billingsley (Mike Spencer), Patricia Bethune (Jane Bodehouse), Adam Leadbeater (Karl), Tara Buck (Ginger), Marcia de Rousse (Dr. Ludwig), Stephen Root (Eddie Gauthier), Jennifer Wenger (Lindsey), Heather Fox (Missy)

## Notte di follia
- Titolo originale: Shake and Fingerpop
- Diretto da: Michael Lehmann
- Scritto da: Alan Ball

### Trama
Bill sbatte fuori di casa Hoyt avvertendolo che Jessica è pericolosa, ma il ragazzo rivolgendosi alla vampira dice di fidarsi di lei. Al lago dopo una nuotata Daphne esce dall'acqua e Sam vede le cicatrici sulla schiena della ragazza ma non le chiede nulla. Dopo qualche indecisione, Tara decide di lasciare la casa di Maryann per vivere con Sookie. Arrivata nella nuova casa Sookie le dice che deve andare a Dallas con Bill per qualche tempo, inoltre informa l'amica di quanto è accaduto a suo cugino Lafayette. Nel frattempo Jason fa sempre più colpo sul reverendo Newlin che gli propone di entrare a far parte dell'Esercito del Sole, una squadra d'élite contro i vampiri. Jason accetta ma i suoi compagni iniziano ad ingelosirsi. Appena arrivati a Dallas, Sookie viene aggredita dall'autista della limousine, ma Bill, uscito dalla bara nella quale viaggiava, la salva e dopo aver ipnotizzato l'uomo insegna anche a Jessica come utilizzare questo potere. Nel frattempo Tara si trova da sola a casa e riceve la visita di Maryann ed Eggs che le organizzano una festa per il suo 26º compleanno, con invitati che lei neanche conosce. Lafayette riceve la visita di Eric: il vampiro dice che vuole tenerlo d'occhio e per curargli la gamba ormai infetta gli fa bere il suo sangue ed il ragazzo si riprende immediatatmente. Alla festa di Tara, Sam incontra Daphne e durante la conversazione la ragazza gli rivela che conosce il suo segreto e prendendolo per mano si appartano. Anche Tara ed Eggs dopo essersi chiusi nella stanza fanno l'amore. Fuori dalla casa, Maryann, dopo essersi allontanata, inizia a pronunciare strane formule e tutte le persone iniziano a comportarsi in modo esagerato lasciandosi andare ad ogni tipo di trasgressione. Intanto a Dallas i tre alloggiano in un hotel per vampiri e Bill interroga l'autista scoprendo che è stato ingaggiato dalla Compagnia del sole affinché rapisse Sookie. Poco dopo bussano alla porta. Si tratta di Eric che porta Bill nel bar dell'hotel. Alla festa gli invitati sono sempre più scatenati e Maryann continuando il rituale trasforma le sue mani, che diventano artigli come quelli della creatura che ha aggredito Sookie. Mentre Bill rivela le informazioni ad Eric, che diventa sempre più preoccupato, bussano nuovamente alla porta della stanza dove si trovano Sookie e Jessica. Stavolta però si tratta di un portantino che ha portato un ragazzo che la vampira ha ordinato come servizio in camera. Sookie mentalmente si chiede quanti anni abbia "il pasto di Jessica" e il cameriere leggendole la mente le risponde 21. La ragazza capisce che anche il cameriere, il cui nome è Barry, sa leggere i pensieri ma prima che possa fargli qualche domanda il ragazzo fugge e lei lo insegue.
- Guest star: Adina Porter (Lettie Mae Thornton), Ashley Jones (Daphne Landry), Wes Brown (Luke McDonald), John Billingsley (Mike Spencer), Adam Leadbeater (Karl), Dale Wade Davis (vittima della menade), Tanya Wright (Kenya Jones), Dean Norris (Leon), Chris Coy (Barry), Preston Jones (Dirk), Carson Aune (Travis)
- Varie: Lafayette guarda in televisione il film del 1963 Gli argonauti 2 (Jason and the Argonauts).

## Non lasciarmi andare via
- Titolo originale: Never Let Me Go
- Diretto da: John Dahl
- Scritto da: Nancy Oliver

### Trama
Rimasti soli, Daphne rivela a Sam di essere anche lei una mutaforma che può trasformarsi in cerbiatto; inizialmente sorpreso l'uomo è felice di aver trovato qualcuno uguale a lui. Sookie si trova a sempre a Dallas, dove cerca di aiutare il cameriere Barry ad accettare la sua condizione di telepate. Nel frattempo Jason viene sottoposto ad un duro addestramento per diventare un soldato del Sole, continuando la sua rivalità con Luke. Ma Jason deve affrontare un pericolo ben più grande, l'attrazione che lui prova per Sarah e che lei sembra ricambiare. Lafayette si presenta al Merlotte's e chiede a Sam se può riavere il suo lavoro. Tara si ritrova a discutere con Maryann, che si è autoinvitata a stabilirsi a casa di Sookie, ma Tara le dice che non può restare senza il consenso dell'amica. Maryann, utilizzando i suoi poteri, gestisce a suo piacere l'umore della gente manipolando la situazione a suo favore. Sempre a Dallas, Sookie, Bill ed Eric si incontrano con i vampiri texani Isabel e Stan per decidere come agire per ritrovare Godric, che secondo loro è stato catturato dalla Compagnia del Sole. Stan vorrebbe attaccare la Compagnia, ma Sookie si offre volontaria per infiltrarsi e scoprire che fine ha fatto Godric dall'interno; Bill si oppone ma la ragazza lo tranquillizza. Bill, preoccupato per Sookie, prende da parte Eric chiedendogli come mai è tanto importante per lui ritrovare Godric. Eric ha un flashback, ai tempi di quando era un guerriero vichingo: ferito ed in fin di vita incontra proprio Godric, colui che lo ha salvato, trasformandolo in vampiro. La sera, Sookie cerca in albergo Barry, ma viene a sapere che ha lasciato il lavoro la mattina stessa. Quando poi lei e Bill sono a letto ed il vampiro tranquillizza la fidanzata sul fatto che non vuole perderla e che la proteggerà da tutti i pericoli, una misteriosa vampira si aggira tra i corridoi dell'albergo.
- Guest star: Allan Hyde (Godric), Ashley Jones (Daphne Landry), Wes Brown (Luke McDonald), Adam Leadbeater (Karl), Dale Raoul (Maxine Fortenberry), Chris Coy (Barry), Valerie Cruz (Isabel Beaumont), Ed Quinn (Stan Davis), Greg Collins (Gabe), Fredrik Ejemo (Gunnar), Peter Franzén (Hrolf)
- Peculiarità: Parte dell'episodio è recitato in lingua svedese.

## L'infiltrata
- Titolo originale: Hard-Hearted Hannah
- Diretto da: Michael Lehmann
- Scritto da: Brian Buckner

### Trama
La misteriosa vampira che si aggira nei corridoi dell'albergo è Lorena, la creatrice di Bill, che si scoprità essere stata invitata da Eric a Dallas per aiutarlo a separare Bill e Sookie. Lorena è scettica, visto che non vede Bill da oltre settant'anni, dai tempi in cui erano una spietata e sanguinaria coppia di vampiri nella Chicago del 1926. Nel frattempo Bill e Sookie sono nella loro stanza quando ricevono la visita di Isabel e del suo fidanzato umano, Hugo. La vampira dice a Sookie che se vuole infiltrarsi nella Compagnia del Sole le conviene presentarsi con un altro umano al suo fianco per rendere più credibile la sua recita. Rimasti soli, Sookie e Hugo stringono amicizia raccontandosi le reciproce esperienze con i loro innamorati vampiri.
Jason e Luke sembrano aver chiarito i loro dissapori e vengono incaricati dal reverendo Newlin di costruire un palco dove i vampiri verranno sacrificati "incontrando il sole". A Bon Temps il rapporto tra Sam e Daphne si rafforza sempre più, mentre Tara è alle prese con i capricci di Maryann, che non sopporta i disagi di casa Stackhouse. Per risolvere il problema dello scaldabagno, Tara ed Eggs si recano fuori città, ma durante il viaggio in macchina Eggs avverte delle sensazioni che lo guidano nei boschi, facendo riaffiorare alcuni ricordi del suo passato. Arrivati di fronte alla chiesa del Sole, Sookie e Hugo si fingono una coppia di fidanzati di nome Holly e Rufus, desiderosi di sposarsi al più presto. Dopo aver incontrato Sarah e Steve, la loro recita viene presto smascherata, e quando Sookie legge i pensieri del reverendo scopre che lui è a conoscenza delle loro identità. Sookie e Hugo vengono rinchiusi nei sotterranei della chiesa, di fronte ad una esterrefatta Sarah, che non approva i metodi crudeli del marito. Bill avverte che Sookie è in pericolo ma viene immobilizzato dalla sua creatrice Lorena. Sarah, sentendosi esclusa dalla decisioni del marito e avvertendo che il suo matrimonio è in crisi, cerca conforto tra le braccia di Jason, lasciandosi andare alla passione. Nel frattempo a Bon Temps, Lafayette dimostra di essere ancora traumatizzato dalle settimane di prigionia, ma deve sottostare agli ordini di Pam, incaricata da Eric, che lo obbliga a spacciare il V per loro. Sam e Daphne si aggirano spensierati nei boschi, lui sotto forma di cane e lei di maiale, ma ben presto si scopre che Daphne è complice di Maryann, che l'ha sfruttata per attirare l'uomo in una trappola. Sam si trova di fronte ad una enorme orgia che coinvolge molti degli abitanti di Bon Temps, guidati dal flusso di Maryann e dai suoi riti magici. Terrorizzato Sam capisce di essere in pericolo di vita.
- Guest star: Ashley Jones (Daphne Landry), Kristin Bauer (Pam), John Billingsley (Mike Spencer), Wes Brown (Luke McDonald), Adam Leadbeater (Karl), Dale Raoul (Maxine Fortenberry), Valerie Cruz (Isabel), Greg Collins (Gabe), Christopher Gartin (Hugo), Patricia Bethune (Jane Bodehouse), Lenny Schmidt (Sidney)
- Peculiarità: L'episodio è stato votato come uno dei migliori episodi del 2009 da TV.com, che ha stilato una classifica delle puntate migliori per ogni serie andate in onda durante l'anno.[2]
- Varie: Durante l'episodio appare in un cameo il compositore Nathan Barr, autore delle musiche della serie.

## Tradimenti e complotti
- Titolo originale: Release Me
- Diretto da: Michael Ruscio
- Scritto da: Raelle Tucker

### Trama
Durante l'orgia nei boschi Sam sta per essere sacrificato, ma l'arrivo di Andy, che spara un colpo di pistola, spezza lo stato di trance in cui si trova Maryann, dando modo a Sam di scappare. Inseguito da Maryann, Sam riesce a scappare trasformandosi in un gufo. Andy cerca di svegliare dalla trance gli abitanti di Bon Temps, ma Terry gli spezza un braccio. Nel frattempo Sookie si trova prigioniera assieme a Hugo negli scantinati della Chiesa del Sole ed inizia a rendersi conto che qualcuno ha fatto la spia sulla loro missione. Bill è ancora tenuto in ostaggio dalla sua creatrice Lorena, che non gli permette di uscire dalla stanza. Un flashback mostra Bill e Lorena nella Los Angeles del 1935, quando Bill, stanco di uccidere persone innocenti, chiedeva a Lorena di renderlo libero. Al di fuori della chiesa, Eric ed Isabel discutono, il vampiro chiede a Isabel cosa ci trovi a stare con un essere umano, la vampira risponde che la loro mortalità li rende più eccitanti; durante la conversazione Isabel accusa Eric di desiderare Sookie, ma il vampiro nega. Dopo aver fatto sesso, Jason riesce a convincere Sarah a non dire niente a suo marito di quanto è accaduto. Nel frattempo Hoyt e Jessica si scoprono entrambi vergini e decidono consumare la loro prima volta quando sarà il momento giusto.
Quando Sookie viene interrogata da Steve, il reverendo scopre che il suo cognome è Stackhouse, così incarica immediatamente Gabe di sistemare Jason, pensando sia anche lui invischiato con i vampiri. Ma nella lotta tra Gabe e Jason è il giovane Stackhouse ad avere la meglio. Più tardi Sookie, toccando il braccio di Hugo, scopre che è lui il traditore, così la ragazza si mette subito in contatto mentale con Barry, il fattorino telepate dell'albergo, incaricandolo di informare Bill della sua prigionia. A Bon Temps Tara ed Eggs si risvegliano sul divano non ricordando nulla della sera precedente, ma il comportamento bizzarro di Maryann e i vuoti di memoria di Arlene e di molti altri abitanti iniziano a destare dei sospetti in Tara. Al laghetto Sam affronta Daphne, che gli spiega che Maryann è una menade, una creatura immortale dell'antica Grecia, seguace di Dioniso, il dio greco del vino e della baldoria. Jason è in fuga nei boschi, quando viene raggiunto da Sarah: pensando di potersi fidare di lei si ferma, ma improvvisamente la donna gli spara con una misteriosa arma. Sempre al laghetto, Maryann ringrazia Daphne di tutto quello che ha fatto, ma inaspettatamente viene pugnalata al cuore da Eggs, che agisce sotto l'influsso della menade. Bill è ancora tenuto in ostaggio da Lorena, quando Barry bussa alla porta per dargli il messaggio di Sookie; il messaggio viene sentito anche da Eric, che si precipita alla Chiesa del Sole. Gabe irrompe nel seminterrato, picchia Hugo e tenta di violentare Sookie, ma all'improvviso viene scaraventato in aria da Godric.
- Guest star: Allan Hyde (Godric), Ashley Jones (Daphne Landry), Adam Leadbeater (Karl), Christopher Gartin (Hugo), Valerie Cruz (Isabel), Ed Quinn (Stan Davis), Greg Collins (Gabe), Chris Coy (Barry), Sarah Scott (Frances)
- Varie: Le menadi era donne dell'antica Grecia in preda alla frenesia estetica, seguaci di Dioniso, il dio greco del vino, della baldoria e della forza vitale. La canzone che si sente quando Hoyt confida a Jessica di essere vergine è Day Too Soon di Sia, inoltre mentre sono a letto è udibile Bleeding Love di Leona Lewis.

## Bomba a orologeria
- Titolo originale: Timebomb
- Diretto da: John Dahl
- Scritto da: Alexander Woo

### Trama
Godric ha appena salvato Sookie da Gabe, quando improvvisamente sopraggiunge Eric: il vampiro si prostra di fronte al suo creatore dimostrandogli la sua devozione. Godric invita Eric a portare Sookie lontano dalla Chiesa senza inutili spargimenti di sangue. Eric cerca di trovare una via di fuga in modo pacifico, ma lui e Sookie vengono immediatamente catturati dai seguaci della Compagnia del Sole. Sookie ed Eric si trovano in trappola di fronte all'altare, al cospetto del reverendo Newlin. Nel frattempo Jason, resosi conto di essere stato colpito da Sarah con proiettili di gelatina (i proiettili del gioco del paintball), grazie alle parole della donna capisce che la sorella è in pericolo. Anche Bill avverte che Sookie è in pericolo, ma si trova ancora in balia di Lorena; approfittando in un momento di distrazione della sua creatrice, impegnata a mordere Barry, si scaglia contro di lei colpendola alla testa con un televisore al plasma. Eric è tenuto prigioniero con delle catene d'argento, ma quando la situazione sembra mettersi male arriva Bill in soccorso della sua amata. È provvidenziale l'intervento di Jason, che disarma Steve permettendo a Sookie di liberare Eric dalle catene. Nella Chiesa sopraggiungono un gruppo di vampiri, capitanati da Stan, pronti a scatenare una guerra tra vampiri ed umani, ma Godric appare cercando di portare la pace tra le due specie, lanciando un messaggio di pacifica coesistenza. Nel frattempo a Bon Temps, Tara ed Eggs sono ancora vittime dell'influsso di Maryann, mentre Sam scopre nella cella frigorifera del suo locale il cavadere di Daphne, a cui è stato strappato il cuore. Quando Sam si decide a chiamare lo sceriffo, Bud Dearborne e Kenya Jones si presentano nel locale, sospettando che sia Sam il responsabile dell'omicidio, e rinchiudendolo successivamente in carcere. Maryann intanto cucina il cuore di Daphne, offrendo il macabro pasto agli ignari Tara ed Eggs, che dopo averlo assaggiato manifestato un comportamento violento e lussurioso. Jessica e Hoyt, dopo aver consumato la loro prima volta ed essere stati sorpresi da Bill, fanno ritorno a Bon Temps; ma quando i due innamorati tentano di fare nuovamente l'amore, la giovane vampira scopre che il suo imene è ricresciuto, rendendosi conto che a causa della sua condizione di vampira rimarrà eternamente "vergine". Nel Nido di Godric si sta svolgendo un festa, dove tutti gli invitati dimostrano la loro dedizione allo sceriffo dell'Area 9, ma l'apparente tranquillità viene scossa dallo scontro tra Eric e Bill per il possesso di Sookie, e dall'inaspettato arrivo di Lorena. Tra Lorena e Sookie nasce subito un diverbio, che porta l'antica vampira ad aggredire Sookie; Godric interviene ordinando a Lorena di lasciare per sempre la sua Area, così Bill accompagna fuori Lorena, che in lacrime è costretta a dire addio al suo amato vampiro. Quando tutto sembra essersi tranquillizzato, Luke si presenta in casa ricoperto di esplosivo e catene d'argento, pronto a farsi esplodere come un kamikaze.
- Guest star: Allan Hyde (Godric), Ashley Jones (Daphne Landry), Wes Brown (Luke McDonald), Patricia Bethune (Jane Bodehouse), John Billingsley (Mike Spencer), Valerie Cruz (Isabel), Ed Quinn (Stan Davis), Chris Coy (Barry), Greg Collins (Gabe), Christopher Gartin (Hugo), Tanya Wright (Kenya Jones), Colby French (Frank), Derek Ray (Brent), Michael Papajohn (Kyle), Timothy Eulich (Rich)

## Sacrifici

La morte di Godric.

- Titolo originale: I Will Rise Up
- Diretto da: Scott Winant
- Scritto da: Nancy Oliver

### Trama
Dopo l'esplosione, Eric giace ferito a terra, avendo fatto da scudo a Sookie. Il vampiro convince Sookie che l'unico modo per salvargli la vita è estrarre i proiettili d'argento dal suo corpo, succhiandoli fuori. Sookie, seppur riluttante, succhia l'argento dal corpo di Eric, bevendo parte del suo sangue; una volta scoperti da Bill, Sookie viene informata di essere caduta nelle trappola di Eric e che d'ora in avanti avrà un legame psichico con lui, che la porterà ad una inevitabile attrazione sessuale. A Bon Temps, Hoyt e Jessica sono sempre più innamorati e il ragazzo progetta di farla conoscere a sua madre. Tara ed Eggs dopo il loro risveglio sono pieni di lividi e continuano a non ricordare gli avvenimenti della sera precedente. Maryann dice loro di non farsi troppe domande ma li invita a lasciarsi andare, sostenendo quanto questo sia importante per avvicinarsi a Dio. A Dallas, Sookie e Jason hanno modo di parlare, riavvicinadosi; dopo la conversazione i due assistono in televisione al litigio tra i coniugi Newlin e Nan Flanagan, la leader della American Vampire League. I Newlin rivelano che Godric è entrato a far parte della Compagnia del Sole di sua spontanea volontà. Sookie si trova a letto con Bill, quando inizia a sognare romantiche effusioni e dolci conversazioni con Eric. Maryann si presenta in carcere in cerca di Sam, ma quando Sam sente la sua presenza assume le sembianze di una mosca e scappa, provocando la rabbia della donna. Al Merlotte's Lafayette nota i lividi sul viso della cugina Tara e pensa che Eggs l'abbia picchiata, per questo tra i due ragazzi inizia una furente lite; più tardi Lafayette si presenta con la madre di Tara a casa di Sookie per portare via Tara. Sotto l'influsso di Maryann, Tara, con gli occhi neri, aggredisce la madre, ma Lafayette con prontezza di riflessi riesce a portarla via di forza dalle grinfie della menade. Al tutto ha assistito Sam, sempre sotto forma di mosca. In seguito Sam si presenta nudo dal detective Bellefleur. Furente di rabbia, Maryann si presenta al Merlotte's e ammaliando i presenti ordina loro di andare alla ricerca di Sam. A Dallas, Eric e gli altri vampiri cercano di difendersi dagli attacchi di Nan Flanagan, che accusa Godric di aver gestito male la situazione, e per questo lo solleva dalla carica di sceriffo dell'Area 9. Eric è irritato per l'atteggiamento di Nan e sconvolto per l'atteggiamento rinunciatario e arrendevole di Godric, che invita a lottare per la sua posizione. Bill dice a Eric di avere un conto in sospeso con lui e lo colpisce con un pugno, ma il biondo vampiro sembra poco interessato alla situazione, troppo turbato per gli intenti del suo creatore Godric. Sul tetto del palazzo, Sookie assiste allo straziante appello di Eric, che in lacrime prega in ginocchio il suo creatore di desistere dalla sua volontà suicida. L'antico vampiro, come creatore, ordina ad Eric di non ostacolare i suoi propositi, e lo obbliga a lasciare il tetto del palazzo, dove egli attenderà l'alba. Rimasti soli, Sookie promette a Godric di stargli vicino per tutto il "tempo che ci vuole": ai primi raggi del sole, Sookie, in lacrime, assiste alla morte di Godric.
- Guest star: Adina Porter (Lettie Mae Thornton), Allan Hyde (Godric), Patricia Bethune (Jane Bodehouse), John Billingsley (Mike Spencer), Valerie Cruz (Isabel), Wes Brown (Luke McDonald), Jessica Tuck (Nan Flanagan), Dale Raoul (Maxine Fortenberry), Christopher Shand (Soldato del Sole)
- Peculiarità: L'episodio ha ottenuto una candidatura ai Writers Guild of America Awards come miglior episodio drammatico.[3]

## La vittima sacrificale
- Titolo originale: New World In My View
- Diretto da: Adam Davidson
- Scritto da: Kate Barnow ed Elisabeth Finch

### Trama
Dopo la morte di Godric, Sookie cerca di consolare Eric, baciandosi e raggiungendo un forte intimità, ma tutto questo si rivela essere un sogno della ragazza, che si risveglia improvvisamente in macchina mentre con Jason e Bill sta facendo ritorno a Bon Temps. Arrivati in città i fratelli Stackhouse vedono la loro città nel caos più completo, con tutti gli abitanti in preda all'euforia e a comportamenti bizzarri. Entrati a casa di Bill, trovano Hoyt e Jessica impegnati a tenere a bada la madre di lui, anch'ella sotto l'influsso di Maryann. La menade ha sotto controllo praticamente tutti gli abitanti della città, il cui unico scopo è trovare Sam per sacrificarlo al loro Dio, ma Sam è ancora nascosto a casa di Andy.
Sam viene chiamato al telefono da Arlene, che disperata lo invita a raggiungerla al più presto al Merlotte's; Sam e Andy si recano immediatamente in soccorso della donna, ma arrivati nel locale si rendono conto di essere finiti in una trappola, così si mettono al sicuro chiudendosi nella cella frigorifera. Nel frattempo Sookie e Bill tornano a casa Stackhouse, dove trovano all'ingresso un orripilante scultura fatta di carne, frutta e ceppi e la casa totalmente stravolta. Una volta entrati vengono avvisati telefonicamente da Lafayette di abbandonare immediatamente la casa, ma Maryann blocca la loro fuga. Maryann sbatte al muro Sookie, che grazie al contatto con la donna capisce essere lei la creatura con la testa da toro che l'aveva ferita tempo fa. Nel cercare di salvare la fidanzata Bill morde Maryann sul collo, ma il suo sangue si rivela tossico per il vampiro. Nel cercare di tenere lontana Maryann, Sookie emana una misteriosa luce dalla mano, che sorprende tutti permettendo a Sookie e Bill di fuggire dalle grinfie di Maryann. Nel frattempo Jason è arrivato al Merlotte's: entra nel locale armato di motosega e minaccia di sparare in testa ad Arlene con una sparachiodi. Terry vedendo in pericolo la donna ordina agli altri "zombi" di lasciare il locale. Jason ha modo di liberare Sam e Andy, ma la loro tranquillità dura poco, poiché presto Terry e tutti gli altri ritornano nel locale. A quel punto Sam si rende conto di essere spacciato e si consegna volontariamente a loro. Nel parcheggio del locale Sam sta per essere legato per essere consegnato a Maryann, ma improvvisamente Jason si rivela agli altri sostenendo di essere il loro "Dio che Viene". Grazie all'aiuto di Andy e ad alcuni stratagemmi, Jason riesce a convincere le confuse menti della folla di essere il loro Dio e farsi consegnare Sam. Stando al trucco, Sam chiede al finto Dio di essere punito e quando Jason finge di colpirlo egli scompare sotto gli occhi increduli di tutti: in realtà si è trasformato in una mosca. Sookie e Bill si trovano a casa di Tara, che è posseduta e tenuta legata dalla madre e dal cugino; cercando di aiutarla, Bill prova ad ammaliarla mentre Sookie riesce ad entrare nella sua mente, scoprendo tutto quello che le è successo ultimamente e riuscendo a liberala dall'influsso di Maryann, permettendole di riabbracciare i suoi cari. Bill si rende conto che solo una persona conosce il modo per sconfiggere Maryann, così si reca in una lussuosa villa fuori città al cospetto di una donna che egli chiama Sua Maestà.
- Guest star: Adina Porter (Lettie Mae Thornton), Patricia Bethune (Jane Bodehouse), John Billingsley (Mike Spencer), Dale Raoul (Maxine Fortenberry), Adam Leadbeater (Karl), Sienna Farall (Nikki)

## Delirio
- Titolo originale: Frenzy
- Diretto da: Daniel Minahan
- Scritto da: Alan Ball

### Trama
Bill è al cospetto di Sophie-Ann, la regina vampira della Louisiana, per chiederle consigli su come uccidere una menade; la vampira perde tempo costringendo Bill a passare l'intera giornata con lei giocando a yahtzee, prima di dargli le informazioni che vuole. Nel frattempo Hoyt separa Jessica dalla madre Maxine dopo aver visto il comportamento violento della fidanzata, e capisce che avrebbe dovuto dare ascolto ai consigli di Bill e se ne va lasciando Jessica in lacrime. Nel frattempo Sookie, Lafayette e Lettie Mae cercano di gestire l'impazienza di Tara, che vorrebbe andare a salvare il suo amato Eggs, e per questo suo cugino si vede costretto ad ammanettarla. Tara fa leva su fragilità della madre, convincendola che Dio vuole che lasci andare, così Lettie Mae punta il fugile contro Sookie e Lafayette, permettendo alla figlia di scappare, ma i due ragazzi riescono liberarsi presto dal tiro della donna, correndo dietro a Tara. Sam trova Lisa e Cody, i figli di Arlene, nascosti nel bosco, si prende cura di loro dandogli da mangiare. Sam promette ai bambini di trovare una soluzione per salvare la madre e gli altri abitanti di Bon Temps; per questo si vede costretto a recarsi al Fangtasia per chiedere l'aiuto di Eric. Il biondo vampiro acconsente e si reca, volando, dalla regina della Louisiana, per chiedere consigli. Bill è ancora in compagnia di Sophie-Ann che finalmente si decide a rivelargli come uccidere una menade: la vampira rivela che Maryann sta aspettando il proprio Dio e solo quando lei penserà che questi è venuto da lei sarà possibile ucciderla. Avute le sue informazioni, Bill lascia la villa per fare ritorno a Bon Temps, ma all'ingresso incontra Eric, minacciandolo di raccontare a Sophie-Ann che assolda gli umani che vendere il V se non sta lontano da Sookie. A Bon Temps Jason e Andy irrompono nella stazione di polizia per prendere armi e munizioni; decidono di mettere da parte i loro dissapori per poter sconfiggere Maryann, ignorando i consigli di Sam sull'impossibilità di ucciderla. Hoyt è alle prese con il comportamento bizzarro della madre, ancora sotto l'influsso di Maryann; la donna rivela al figlio la verità sulla morte del padre, suicidatosi per la sua incapacità di gestire la sua omosessualità latente e le responsabilità familiari e non vittima di un ladro come la madre gli aveva fatto credere per 18 anni. Tara cerca di liberare Eggs ma viene bloccata da Maryann, che informa la ragazza che la responsabilità del suo arrivo a Bon Temps è sua, a causa degli esorcismi a cui si era sottoposta, che sono serviti solo ad invocarla. Tara cerca di resistere ma finisce nuovamente sotto l'influsso della menade. Sookie e Lafayette arrivano a casa Stackhouse; la ragazza entra per prima mentre Lafayette tiene a bada, con della droga, Arlene e Terry. Mentre Sookie si trova in casa in balia di Mike Spencer, Lafayette spara a Maryann che devia il proiettile contro il suo maggiordomo Karl, che muore sul colpo. Sookie riesce a salire nella vecchia camera della nonna, dove trova Eggs e Tara intenti a costruire un enorme nido, al cui interno c'è un grosso uovo. Improvvisamente Lafayette si presenta alla spalle di Sookie, che urla quando capisce che anche lui è finito sotto l'influsso di Maryann.
- Guest star: Evan Rachel Wood (Sophie-Anne Leclerq), Adina Porter (Lettie Mae Thornton), Patricia Bethune (Jane Bodehouse), John Billingsley (Mike Spencer), Dale Raoul (Maxine Fortenberry), Adam Leadbeater (Karl), Kristin Bauer (Pam), Tara Buck (Ginger), Lindsey Haun (Hadley Hale), Tess Parker (Rosie), John Rezig (Kevin Ellis), Jack Krizmanich (Ludis), Alec Gray (Coby Fowler), Laurel Weber (Lisa Fowler)
- Peculiarità: Nel doppiaggio italiano dell'episodio è stato commesso un errore, dopo che Sam ha rivelato a Jason e ad Andy di essere un mutaforma, Jason chiede a Sam: Puoi trasformarti in un animale qualsiasi? e lui risponde: Sì, basta solo che lo abbia toccato. In realtà la frase originale dice: Si, devo solo averlo visto, infatti nell'universo creato da Charlaine Harris i mutaforma per acquistare la loro forma animale basta che guardino un animale che gli faccia da esempio per la trasformazione.

## Il matrimonio
- Titolo originale: Beyond Here Lies Nothin'
- Diretto da: Michael Cuesta
- Scritto da: Alexander Woo

### Trama
Lafayette dice a Tara di portare l'uovo da Maryann e costringe Sookie a spogliarsi e ad indossare un abito bianco; con la forza Sookie viene trascinata al piano terra dove trova Maryann vestita con l'abito da sposa di sua nonna circondata da Tara e altre donne tutte in abito bianco. Maryann le spiega che loro sono le sue damigelle e che lei sarà la sua damigella d'onore. Sookie rimane sola con Maryann, la quale le dice di aver capito che non è del tutto umana visto che riesce a resistere ai suoi poteri. Nel bosco fuori dalla casa Jason e Andy decidono di fare irruzione, ma vengono fermati dalle persone che danzano intorno alla statua e finiscono anch'essi sotto l'influsso di Maryann. Al Merlotte's Sam, dopo aver messo a letto i figli di Arlene, discute con Bill per mettersi d'accordo su un piano per fermare la donna. Nel frattempo Sophie-Anne costringe Eric a giocare a yathzee, e durante la partita chiede come mai Bill Compton sia a conoscenza del traffico di V; Eric risponde di non saperlo ma assicura che Bill ignora che sia un ordine della regina stessa. A Bon Temps iniziano i preparativi per il matrimonio tra Maryann e il suo Dio. La donna dice a Sookie che l'uovo è di struzzo e che simboleggia la fertilità: servirà come contenitore per il cuore di Sam da cui rinascerà Dioniso. Improvvisamente arriva Bill portando con sé Sam, il quale viene legato ad una struttura e trafitto al petto da Eggs. Sookie sconvolta corre dall'uomo per liberarlo e Sam mentalmente le ordina di distruggere la statua. Fatto ciò Maryann s'infuria ed insegue Sookie per ucciderla. Quando sta per colpirla a morte appare un toro. Maryann, credendo che sia il suo Dio che aspettava si avvicina; improvvisamente l'animale la trafigge può volte con le corna, così lei si convince che il vero tramite da sacrificare per arrivare alla divinità era lei stessa e non Sam: si abbandona quindi alla violenza dell'animale. D'un tratto, però, l'animale si trasforma in Sam che le strappa via il cuore e la uccide. L'uomo era stato liberato da Bill qualche minuto prima e per curarsi ha bevuto il sangue del vampiro. Dopo la morte della menade tutti ritornano in sé spaventati e confusi a causa dei loro vuoti di memoria. A casa di Hoyt anche la madre del ragazzo torna normale e quando le chiede se le sconvolgenti rivelazioni che ha fatto su suo padre siano vere la donna risponde di sì. Hoyt infuriato le dice che forse Jessica avrebbe dovuto ucciderla e si allontana dalla casa. Qualche giorno dopo tutto sembra tornato alla normalità, anche se nessuno ricorda cosa sia successo. Eggs chiede a Sookie di aiutarlo a fargli ricordare tutto quello che ha fatto. il ragazzo ricorda tutte le persone che ha ucciso sotto l'influsso di Maryann e ne rimane sconvolto. La sera Bill sta per uscire di casa quando vede che Jessica, come lui, è vestita in modo elegante e le chiede dove stia andando. Lei risponde che va a scusarsi con Hoyt perché hanno litigato. La ragazza rivolge la stessa domanda a Bill che risponde di aver prenotato un'intera sala di un ristorante francese per lui e Sookie. Una volta nel locale Bill porge un anello a Sookie chiedendole di sposarlo. La ragazza ha un attimo di confusione, poiché le vengono in mente tutti i problemi che nascerebbero da una loro unione (ad esempio, lei invecchierebbe mentre Bill resterebbe sempre giovane), così si allontana e va in bagno a rifarsi il trucco. Nel frattempo Sam riesce ad avere l'indirizzo dei suoi genitori adottivi e va trovarli. Una volta lì chiede chi siano i suoi veri genitori e il padre impossibilitato a parlare perché collegato ad un respiratore scrive su un foglio l'indirizzo. Nel parcheggio del Merlotte's Andy sta per salire in macchina quando compare Eggs con il coltello con cui ha pugnalato Sam supplicando di essere arrestato per i crimini che ha commesso. Credendo che il ragazzo voglia uccidere Andy, Jason gli spara in testa. Andy gli toglie la pistola dalle mani e gli dice di fuggire; ai presenti accorsi dice che lo ha ucciso lui per difendersi. Hoyt va a casa di Bill per scusarsi con Jessica ma non la trova e le lascia un mazzo di fiori davanti alla porta. La vampira si trova su un tir e sta per copulare con l'autista quando lo morde sul collo. Al ristorante qualcuno rapisce Bill bloccandolo con una catena d'argento. In bagno Sookie guardandosi allo specchio con l'anello al dito capisce di voler sposare Bill ma quando esce per parlargli il vampiro è scomparso e la sala del ristorante è a soqquadro.
- Guest star: Evan Rachel Wood (Sophie-Anne Leclerq), Patricia Bethune (Jane Bodehouse), John Billingsley (Mike Spencer), Lindsey Haun (Hadley Hale), Dale Raoul (Maxine Fortenberry), Cullen Douglas (Mitch Merlotte), Judy Prescott (Sue Ann Merlotte), Missy Doty (Vonetta), Lauren Pritchard (Coralee), Tess Parker (Rosie), Aisha Hinds (Miss Jeanette)
- Peculiarità: Durante l'episodio appare in un cameo Charlaine Harris, l'autrice del ciclo di romanzi da cui è tratta la serie TV.
- Varie: Il titolo originale dell'episodio è preso dall'omonima canzone di Bob Dylan.